# Hubina
Hubina je naseljeno mjesto u okrugu Piešťany u Trnavskom kraju u Slovačkoj.

## Stanovništvo
| Godina:     | 1993. | 2003.   | 2013.   | 2023.   |
| ----------- | ----- | ------- | ------- | ------- |
| Broj ljudi: | 516   | 484     | 495     | 513     |
| Razlika:    |       | -6,20 % | +2,27 % | +3,63 % |

| Godina:     | 2022. | 2023.   |
| ----------- | ----- | ------- |
| Broj ljudi: | 515   | 513     |
| Razlika:    |       | -0,38 % |

Prema podacima o broju stanovnika iz 2023. godine naselje je imalo 513 stanovnika.

## Vanjske poveznice
|  | Zajednički poslužitelj ima još gradiva o temi Hubina |

- Službena stranica naselja (sl.)